# Ruter
Ruter AS 是挪威奧斯陸和阿克什胡斯郡的公共交通服務營運商，由兩個地方的市政府共同持有。Ruter負責在這兩個地區營運巴士、奧斯陸地鐵、奧斯陸電車和渡輪服務，同時亦和Entur達成協議制定於此兩個地區營運的通勤列車之價目表。

## 營運
Ruter旗下的公共交通服務為外判營運，其中包括：
- 巴士：路線受公共服務義務約束，運營商包括UniBuss、Nettbuss、Norgesbuss、Schau's Buss和Nobina Norge。

- 地鐵和電車：分別由Sporveien T-banen和Sporveien Trikken營運，兩者皆為市立企業Sporveien Oslo AS擁有。
- 渡輪：由Tide Sjø、Bygdøfergene Skibs和Oslo-Fergene營運。

截止2011年，Ruter交通網絡的總運輸量達2.46億人次。

## 服務

### 地鐵
奧斯陸地鐵是奧斯陸和貝魯姆運行的鐵路系統，由Oslo T-banedrift負責營運。此鐵路網絡由五條線路和101個車站（其中16個為地下或室內車站）組成，總長度為84.2公里，每日客流量為20萬人次。奧斯陸地鐵於1898年開通，第一條路線為Holmenkoll Line。第一條地下線於1928年開通，路線前往國家劇院站（奧斯陸地鐵），此路線同時也是北歐的第一條地下鐵路線。

### 巴士
巴士是阿克什胡斯郡主要的公共交通工具，同時奧斯陸及阿克什胡斯郡周邊地區亦擁有廣泛的巴士網絡。Ruter目前有多間巴士服務營運商營運，其中包括Sporveien旗下的UniBuss。

### 電車
奧斯陸電車（挪威語：Trikken）由六條路線和99個車站組成，總長度達131.4公里。每日客流量為10萬人次，占奧斯陸公共交通總客流量的20%。電車網絡的營運、軌道維修及電車管理均由Sporveien Trikken負責。電車網絡採用標準軌距並使用750伏直流電，現時共有72輛電車。車廠、維修車間及總部均設於17和18號線的終點站——Grefsen。

### 通勤鐵路
奧斯陸通勤鐵路由Vy營運，鐵路設施為Bane NOR擁有，目前共有8條線路。所有線路均由奧斯陸出發，並途徑奧斯陸中央車站（Oslo S）、國家劇院站（挪威）和Skøyen。Ruter有售賣通勤鐵路的車票，並覆蓋大部份站點。

### 渡輪
渡輪服務由Tide Sjø和Oslo-Fergene等營運，線路涵蓋奧斯陸、奧斯陸峽灣和其內部各島。

## 歷史
Ruter的前身是Oslo Sporveier和Stor-Oslo Lokaltrafikk，他們是原奧斯陸和阿克什胡斯郡的公共交通管理局。2008年1月1日，兩間公司合併為 Ruter AS。

## 外部連結
- 官方網站